# Blyth, Nottinghamshire
Blyth är en by och en civil parish i Bassetlaw i Storbritannien. Den ligger i grevskapet Nottinghamshire och riksdelen England, i den sydöstra delen av landet, 220 km norr om huvudstaden London. Orten har 1 233 invånare (2001).